# لاسلو کلینگا
لاسلو کلینگا (مجاری: László Klinga؛ زادهٔ ۹ ژوئیهٔ ۱۹۴۷) کشتی‌گیر اهل مجارستان بود.